# Adam Young
Adam Randal Young (sinh ngày 5 tháng 7 năm 1986) là một nhạc sĩ, nhà sản xuất nhạc người Mỹ, và là người lập nên dự án electronic Owl City. Anh cũng hướng về rất nhiều dự án âm nhạc khác, đáng chú ý là Port Blue và Sky Sailing.

## Đầu đời
Adam Randal Young sinh ngày 5 tháng 7 năm 1986 tại Ottumwa, Iowa. Sau khi tốt nghiệp trường phổ thông Owatonna High School anh làm việc ở kho hàng hóa cho Coca-Cola trước khi bắt đầu sáng tác nhạc.

## Sự nghiệp

### 2007–nay: Owl City
Adam Randal Young bắt đầu sự nghiệp âm nhạc của mình tại tầng hầm của cha mẹ và bị chứng mất ngủ. Maybe I'm Dreaming là album đầy đủ đầu tiên của Adam Young. Sau khi hợp tác với Universal Republic vào tháng 2 năm 2009, Young phát hành album Ocean Eyes. Đĩa đơn đầu tiên "Fireflies" bán được 650,000 bản ngay trong tuần đầu tiên và là iTunes Single của tuần. Owl City phát hành album tiếp theo, All Things Bright and Beautiful, vào ngày 14 tháng 6 năm 2011.

### 2006–2011: Sky Sailing
Vào năm 2010, Young công bố rằng anh sẽ phát hành một album dưới cái tên Sky Sailing. Album đầu tay của Sky Sailing, An Airplane Carried Me to Bed, đã phát hành thông qua iTunes vào 13/7/2010.

### 2006–2013: Port Blue
Dưới cái tên Port Blue, Young đã phát hành 2 album, The Airship vào năm 2007 và EP The Albatross vào năm 2008.